# Dragomer
Dragomer – wieś w Słowenii, wraz z wsią Log pri Brezovici siedziba gminy Log-Dragomer. W 2018 roku liczyła 1415 mieszkańców.